# Honda CB 77
La Honda CB 77 ou Super Hawk ou encore Honda 305 est une motocyclette bicylindre en ligne de 305 cm3 produite de 1961 à 1967 par le groupe japonais Honda. Elle est l'une des premières motos sportives de la marque, et également l'un des premiers modèles largement exportés hors d'Asie. Réputée pour sa vitesse et sa puissance ainsi que pour sa fiabilité, elle est considérée comme l'une des motos qui ont établi la norme pour les motos modernes.

## Caractéristiques
La CB 77 est équipée d'un moteur bicylindre en ligne à quatre temps implanté  face à la route, et incliné de 30° vers l'avant : avec sa cylindrée de  305 cm3 , c'est le plus gros et le plus puissant moteur de série jamais produit jusqu'alors par Honda. Le cadre est, contrairement à celui des modèles C précédents, tubulaire. Une autre différence avec les modèles C précédents est le calage  du moteur, désormais à 180°.
Dotée d'équipements avancés pour l'époque comme une fourche avant télescopique, un vilebrequin soutenu par quatre paliers et un démarreur électrique (en sus du kick starter), la CB 77 acquiert une réputation de très bonne fiabilité, et ses performances (28,5 ch à 9000 tr/min et plus de 160 km/h) lui permettent de rivaliser avec des motos occidentales aux moteurs de plus forte cylindrée.
Cycle World testa sa vitesse de pointe moyenne aller-retour à 104,6 mi/h (168 km/h), et son 1/4 mille (0,4 kilomètre) en 16,8 s pour atteindre 83 mi/h (134 km/h).  
L'auteur Aaron Frank l'a désignée comme « la première moto japonaise moderne… qui a établi les standards des motos que nous connaissons encore aujourd'hui, plus de quarante après ».

## Motos associées

### CB 72 Hawk
La CB 77 est dérivée d'un modèle de plus faible cylindrée ( 247 cm3 ) produit par Honda à partir de 1960 : la CB 72. Le moteur de la CB 72 avait un alésage de 54 mm et des carburateurs de 22 mm. 

### CL 72 et CL 77

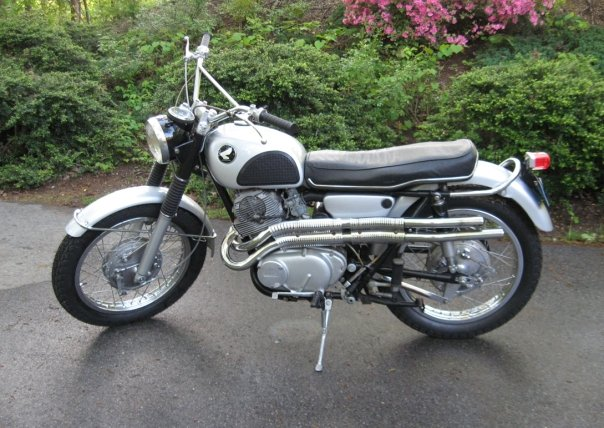
CL77 Scrambler de 1967.

En 1962, Honda présente une moto tout-terrain, la CL 72 Scrambler, avec le même moteur 247 cm3 que la CB 72 Hawk, mais avec un cadre différent incluant une plaque de protection et d'autres réglages pour une utilisation tout-terrain. Et en 1965, la CL77 305 Scrambler apparait, similaire à la CL72 mais avec le moteur de 305 cm3 de la Super Hawk. 

## L'Homme à tout faire

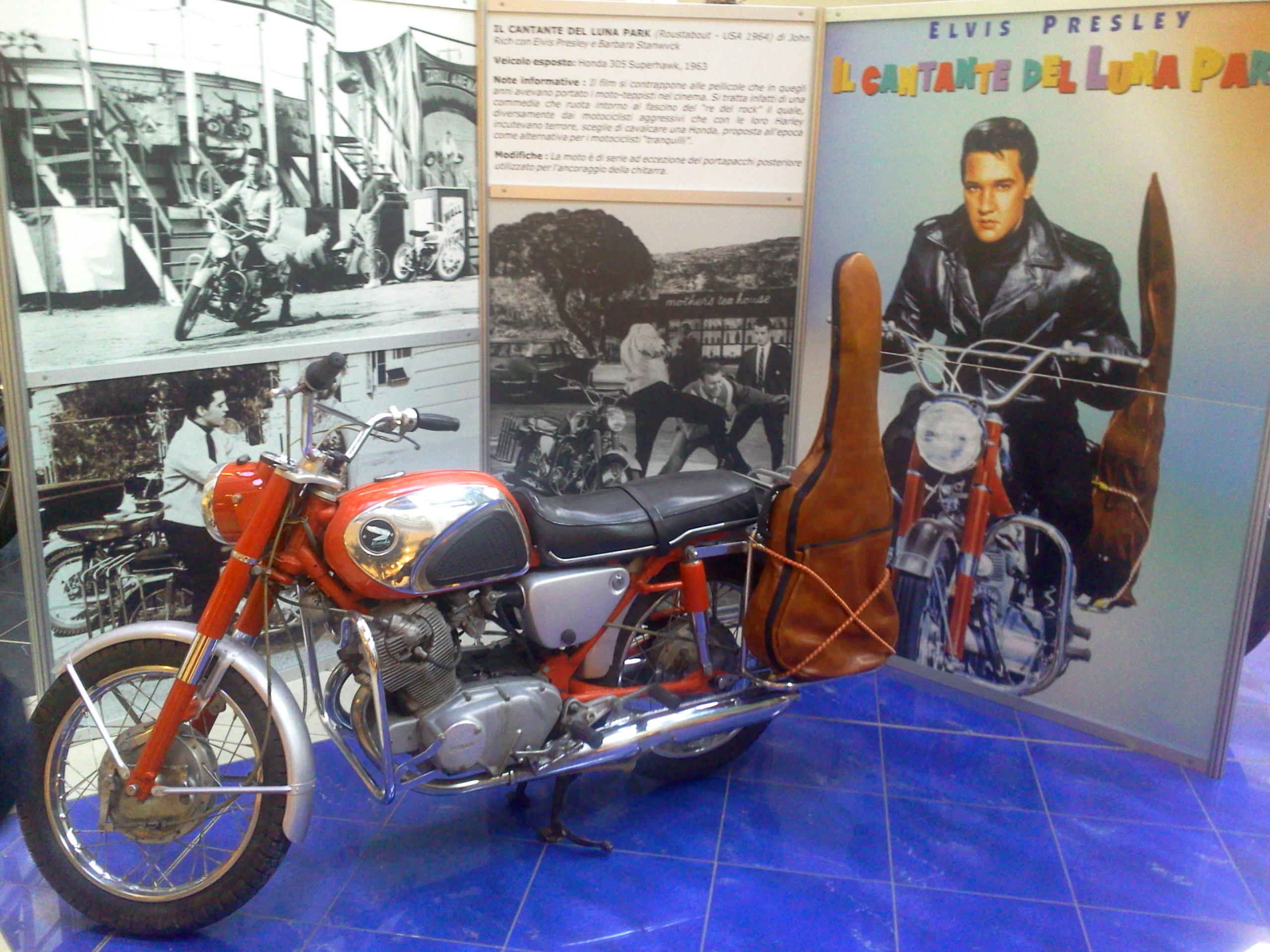
La CB 77 Super Hawk d'Elvis Presley dans Roustabout.

Dans le film L'Homme à tout faire de 1964, Elvis Presley conduit un CB 77 Super Hawk, plutôt qu'une Harley-Davidson à laquelle Presley serait associé plus tard. Paramount Pictures veut alors éviter l'image hors-la-loi des motards qui avait pour origine la couverture médiatique des émeutes de Hollister de 1947 et le film L'Équipée sauvage de 1953. Honda cultive à cette époque une image plus saine et non menaçante avec sa campagne de publicité pour la Super Cub : « Vous rencontrez les gens les plus gentils sur une Honda », de sorte que la CB 77 était idéale pour que le personnage du film de Presley paraisse juste assez rebelle, mais pas trop. La sortie du film, coïncidant avec celle de la chanson des Beach Boys Little Honda, contribua à établir la notoriété de Honda dans les premières années de la marque aux États-Unis. 

## Traité du zen et de l'entretien des motocyclettes
Le philosophe et écrivain américain Robert M. Pirsig conduisit une CB 77 Super Hawk 1966 lors du voyage qu'il fit avec son fils et des amis en 1968. Ce voyage aller-retour de deux mois de leur domicile de St. Paul, Minnesota à Petaluma, Californie, est la base du roman de 1974 Traité du zen et de l'entretien des motocyclettes. Le roman ne mentionne jamais la marque ou le modèle de la moto de Pirsig, mais parle de leurs compagnons, John et Sylvia Sutherland, et de leur BMW, une R 60/2. Pirsig est décédé en 2017 et, en 2019, son épouse Wendy K. Pirsig fit don de la CB 77 à la Smithsonian Institution. Cette donation comprenait la veste en cuir, les souvenirs de Pirsig du voyage de 1968 et certains de ses outils personnels.  